# Stetten (powiat Unterallgäu)
Stetten – miejscowość i gmina w Niemczech, w kraju związkowym Bawaria, w rejencji Szwabia, w regionie Donau-Iller, w powiecie Unterallgäu, wchodzi w skład wspólnoty administracyjnej Dirlewang. Leży w Szwabii, około 5 km na południowy zachód od Mindelheimu, przy autostradzie A96 i linii kolejowej Memmingen – Monachium.

## Demografia
| Rok  | Liczba mieszk. |
| ---- | -------------- |
| 1970 | 965            |
| 1987 | 1 092          |
| 2000 | 1 343          |

## Polityka
Wójtem gminy jest Peter Schropp, rada gminy składa się z 12 osób.
|      | CSU/Unabhängige Bürger | SPD/Parteilose | Dorfgemeinschaft Erisried | Razem |
| 2008 | 8                      | -              | 4                         | 12    |
| 2002 | 7                      | 2              | 3                         | 12    |

## Oświata
W gminie znajduje się przedszkole (50 miejsc i 46 dzieci).